# Kościół Matki Bożej Niepokalanej na Eskwilinie
Kościół Matki Bożej Niepokalanej na Eskwilinie (wł. Chiesa di Santa Maria Immacolata all'Esquilino) – rzymskokatolicki kościół tytularny w Rzymie. 
Świątynia ta jest kościołem rektoralnym parafii świętych Marcelina i Piotra na Lateranie oraz kościołem tytularnym od 2018 roku z nadania papieża Franciszka.
Obecnie jest to kościół tytularny polskiego kardynała Konrada Krajewskiego, pełniącego funkcję jałmużnika papieskiego.

## Lokalizacja
Kościół znajduje się w XV Rione Rzymu – Esquilino przy Via Emanuele Filiberto 129.

## Historia
Kościół wzniesiono w latach 1896–1914 dla zgromadzenia Braci Miłosierdzia według projektu dwóch włoskich architektów Antonio Cursiego i Cortese. Został konsekrowany w dniu 21 kwietnia 1942 przez kardynała Luigiego Traglię.

## Architektura
Kościół utrzymany jest w tradycji neogotyckiej.
W fasadzie nad wejściem znajduje się tympanon z mozaiką przedstawiającą Maryję Niepokalaną. Powyżej znajduje się okno rozetowe. Po bokach fasady wyrastają dwie wieże – dzwonnice.
Kościół jest trójnawowy, przy czym nawy boczne są bardzo wąskie. We wnętrzu powierzchnie ścian są ozdobione freskami, wiele z nich przedstawia sceny z życia Matki Bożej. Okna zdobione są witrażami.
W nastawie ołtarzowej po obu stronach tabernakulum znajduje się po pięć edykuł zawierających wizerunki świętych. Nad tabernakulum umieszczono przedstawienie Maryi Niepokalanie Poczętej, po bokach której znajduje się po sześć obrazów aniołów. Ścianię nad ołtarzem zdobi fresk Koronacja Maryi.
Cztery boczne ołtarze są stylistycznie podobne do siebie, każdy z nich ma po trzy panele z obrazami przedstawiającymi świętych i anioły.

## Kardynałowie diakoni
Kościół jest jednym z kościołów tytularnych nadawanych kardynałom-diakonom. Tytuł ten został ustanowiony 28 czerwca 2018 roku przez papieża Franciszka.
- Konrad Krajewski (2018-nadal)